# Eugeniusz Iwanicki
Eugeniusz Iwanicki (ur. 18 września 1933 w Domaradzkiem k. Nieświeża, zm. 10 grudnia 2020 w Łasku lub Pabianicach) – polski pisarz i dziennikarz.

## Życiorys
Okres II wojny światowej spędził z matką i siostrą Haliną w Kazachstanie. Jego ojca Pawła Iwanickiego aresztowano już 18.09.1939 r. i skazano na 10 lat łagrów na Wyspach Sołowieckich. Jesienią 1941 r. został zwolniony i dołączył do rodziny w Kazachstanie. W 1946 rodzina wróciła do Polski w ramach repatriacji i osiedliła się w Łasku. W Polsce Eugeniusz Iwanicki musiał ponownie uczyć się języka polskiego.
Debiutował w 1957 na łamach „Poglądów”. Należał do zespołu redakcyjnego „Odgłosów”, prowadził dział kulturalny w tygodniku „Życie Pabianic” (1965-1966), współpracował z „Dziennikiem Łódzkim” (1966–1971). Był współzałożycielem grupy poetyckiej „Grabia 59”. W 1972 zamieszkał w Łodzi, gdzie pracował jako starszy inspektor w Robotniczej Spółdzielni Wydawniczej, od 1973 jako dziennikarz w oddziale „Trybuny Ludu”, a następnie jako publicysta w „Odgłosach” (od 1976). W 1962 został członkiem PZPR, a 1971 członkiem Związku Literatów Polskich.

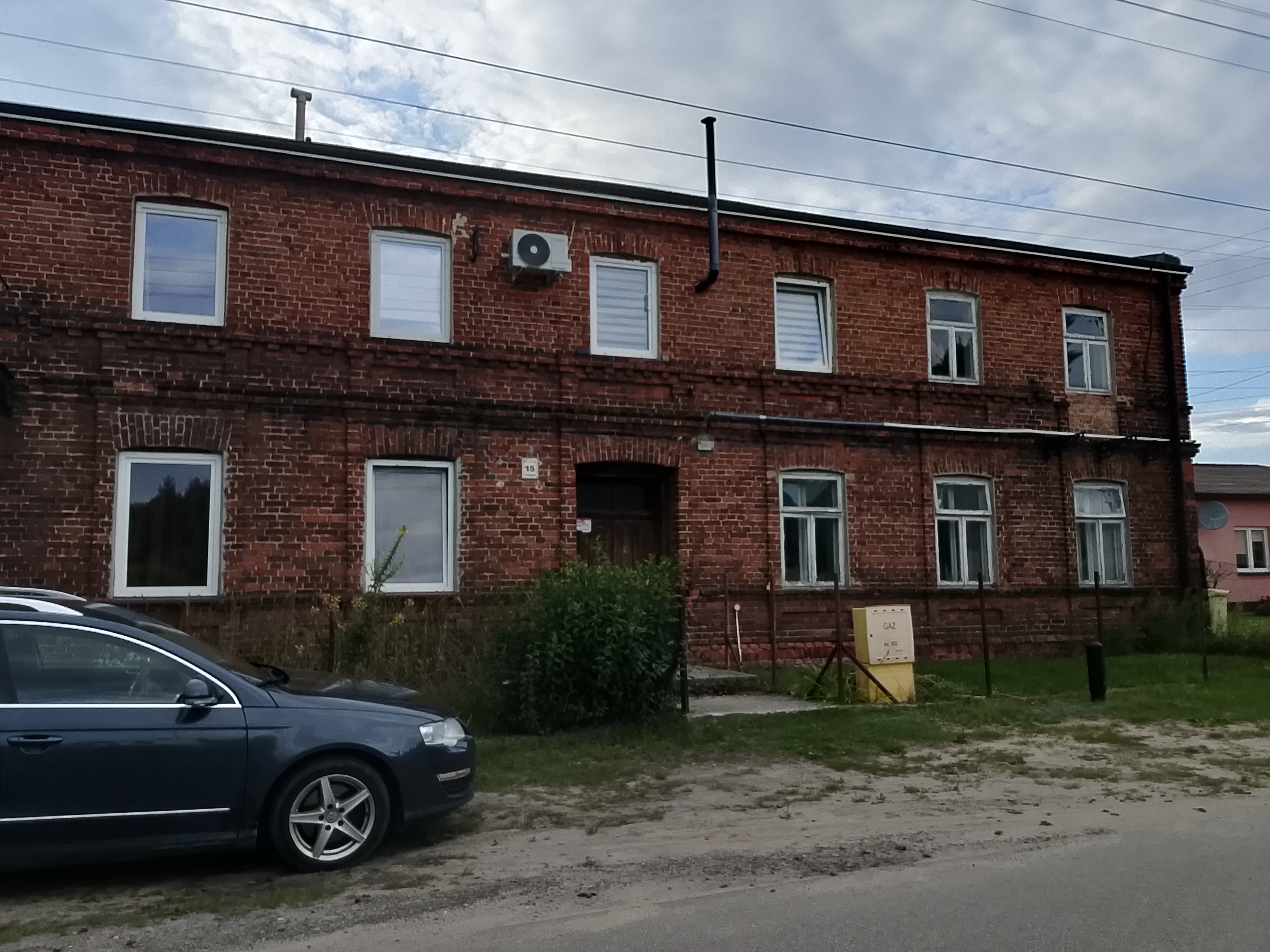
Dom w dawnej wsi Utrata (obecnie Łask), w którym od 1947 r. mieszkał z rodziną Eugeniusz Iwanicki.

Został pochowany na cmentarzu w Łasku.

## Odznaczenia
- Nagroda Specjalna Towarzystwa Przyjaciół Łodzi (1968),
- Złoty Krzyż Zasługi (1975),
- Krzyż Kawalerski Orderu Odrodzenia Polski (1985)[5].

## Twórczość
- Zmowa obojętnych – 1969
- Powódź w dolinie psów – 1970 (zbiór opowiadań)
- Łask – 1970 (przewodnik turystyczny)
- Powrót żurawi – 1971
- Dzień pierwszy i następny – 1972
- Deszczowy sezon – 1973
- Labirynt – 1978
- Więcej niż przyjaźń – 1980
- Miałem dobrego pana – 1980
- Wyprawa po białe runo – 1982
- Anegdoty o przesławnym mieście Łasku – 1982
- Władca zielonych ogrodów – 1984
- Klasztor dla ateistów albo rozważania Pana T. – 1984
- Podróż do krainy motyli – 1986 (dla dzieci)
- Kubuś i słowik – 1986 (dla dzieci)
- Wróg towarzysza Stalina. Wspomnienia z Kazachstanu 1940–1946 Wydawnictwo Res Polona, Łódź 1990, ISBN 83-85063-03-X – 1990
- Proces szatana? – Wydawnictwo Łódzkie 1990
- Kat i ofiara, czyli porachunki mafii – 1991
- Nokturny jesienne – 1998
- Mój Łask 1946 – 2004